# Dreamed a Dream
「Dreamed a Dream」(ドリームド・ア・ドリーム)は、浜崎あゆみの楽曲。2020年7月31日に配信限定シングルとしてリリースされた。

## 解説
前作『オヒアの木』からわずか、26日でのリリースとなる。1か月の間に配信限定曲を連続でリリースするのは今回が初となった。
2020年第二弾のデジタルシングル。
今作は、同年に音楽活動を再開した小室哲哉が作曲を担当している。なお、オリジナル作品として小室とタッグを組むのは、2015年にリリースされたスペシャル・アルバム『Winter diary 〜A7 Classical〜』収録の「Winter diary」以来、約4年7か月ぶりとなった。
本曲は、後に8月26日にリリースされたライブ映像『ayumi hamasaki COUNTDOWN LIVE 2019-2020 〜Promised Land〜 A』の初回生産限定盤（ファンクラブ限定）付属のシングルCD「オヒアの木」のカップリング曲として収録されている。
ジャケット・アートワークは、写真家・下村一喜によるもので、ソリッドで動きのある写真が起用されている。
リリースに先駆けて、同日より動画サイトYouTubeの公式アカウントにおいて2種類のアカペラ音源が期間限定にて公開された。

## 収録曲
1. Dreamed a Dream [4:32]
words : ayumi hamasaki / composition : Tetsuya Komuro / arrangement : Yuta Nakano

## 収録アルバム
- 『Remember you』

## 収録ライブ映像
- 『ayumi hamasaki MUSIC for LIFE 〜return〜』
- 『ayumi hamasaki COUNTDOWN LIVE 2021-2022 A 〜23rd Monster〜』(ayumi hamasaki ASIA TOUR 〜24th Anniversary special@PIA ARENA MM〜)
- 『a-nation online 2020』(Remember you)